# アゼータ・ピクチャーズ
有限会社アゼータ・ピクチャーズは、日本のアニメ制作会社。

## 概要
竜の子プロダクションの制作出身でビジュアル80の制作プロデューサーを務めていた小林正典が同社の子会社「有限会社エーゼット」として設立。ビジュアル80からの独立後、現社名に改称した。
設立当初は練馬区練馬に本社があったが、数年前に現在の地に移転した。主にオー・エル・エム、トムス・エンタテインメントからグロス請けを行っている。

## 作品

### テレビアニメ
- 宇宙交響詩メーテル 銀河鉄道999外伝（2004年）

### OVA
- アドリブ王子（2008年、共同制作：スタジオ・ザイン）

### 制作協力
- 超くせになりそう（制作元請：スタジオ旗艦、各話制作協力、1994年-1995年）
- しましまとらのしまじろう（第2期、制作元請：スタジオ旗艦、制作協力、1995年-2008年）
- 旭日の艦隊（制作元請：J.C.STAFF、各話制作協力、1998年）
- 頭文字D Second Stage（制作元請：オービー企画、各話制作協力、1999年-2000年）
- グラップラー刃牙（制作元請：グループ・タック、各話制作協力、2001年）
- なるたる（制作元請：スタジオ九魔、各話制作協力、2003年）
- バジリスク 〜甲賀忍法帖〜（制作元請：ゴンゾ、各話制作協力、2005年）
- Canvas2 〜虹色のスケッチ〜（制作元請：ゼクシズ、各話制作協力、2005年）
- アイシールド21（制作元請：ぎゃろっぷ、各話制作協力、2005年-2008年）
- かしまし 〜ガール・ミーツ・ガール〜（制作元請：スタジオ雲雀、各話制作協力、2006年）
- LEMON ANGEL PROJECT（制作元請：ラディクスエースエンタテインメント、各話協力スタジオ、2006年）
- ひまわりっ!（制作元請：アームス、発注元：スタジオ旗艦、各話制作協力、2006年）
- RAY THE ANIMATION（制作元請：オー・エル・エム、各話制作協力、2006年）
- 姫様ご用心（制作元請：ノーマッド、各話制作協力、2006年）
- 家庭教師ヒットマンREBORN!（制作元請：アートランド、各話制作協力、2006年-2010年）
- 護くんに女神の祝福を!（制作元請：ゼクシズ、各話制作協力、2006年-2007年）
- 神曲奏界ポリフォニカ（制作元請：銀画屋、各話制作協力、2007年）
- ロミオ×ジュリエット（制作元請：ゴンゾ、各話制作協力、2007年）
- かみちゃまかりん（制作元請：サテライト、各話制作協力、2007年）
- BLUE DROP 〜天使達の戯曲〜（制作元請：ビースタック・旭プロダクション、各話制作協力、2007年）
- しおんの王（制作元請：スタジオディーン、各話制作協力、2007年）
- PRISM ARK（制作元請：フロントライン、各話制作協力、2007年）
- ポルフィの長い旅（制作元請：日本アニメーション、各話制作協力、2008年）
- 西洋骨董洋菓子店 〜アンティーク〜（制作元請：日本アニメーション・白組、各話制作協力、2008年）
- 夏目友人帳（制作元請：ブレインズ・ベース、各話制作協力、2008年）
- 遊☆戯☆王5D's（制作元請：ぎゃろっぷ、各話制作協力、2008年-2011年）
- 蒼天航路（制作元請：マッドハウス、各話制作協力、2009年）
- タユタマ -Kiss on my Deity-（制作元請：SILVER LINK.、各話制作協力、2009年）
- 名探偵コナン（制作元請：トムス・エンタテインメント、各話制作協力、2009年-）
- 戦う司書 The Book of Bantorra（制作元請：デイヴィッドプロダクション、各話制作協力、2010年）
- バカとテストと召喚獣（制作元請：SILVER LINK.、各話制作協力、2010年）
- しまじろう ヘソカ（制作元請：ぴえろプラス、各話制作協力、2010年-2012年）
- 遊☆戯☆王ZEXAL II（制作元請：ぎゃろっぷ、各話制作協力、2012年）
- アイカツ!（制作元請：サンライズ、各話制作協力、2012年）
- D.C.III 〜ダ・カーポIII〜（制作元請：風見学園公式動画部、各話制作協力、2013年）
- ガッチャマン クラウズ（制作元請：タツノコプロ、各話制作協力、2013年）
- ブラッドラッド（制作元請：ブレインズ・ベース、各話制作協力、2013年）
- とある飛空士への恋歌（制作元請：トムス・エンタテインメント、各話制作協力、2014年）
- 僕らはみんな河合荘（制作元請：ブレインズ・ベース、各話制作協力、2014年）
- 神々の悪戯（制作元請：ブレインズ・ベース、各話制作協力、2014年）
- 白銀の意思 アルジェヴォルン（制作元請：XEBEC、各話制作協力、2014年）
- 弱虫ペダル GRANDE ROAD（制作元請：トムス・エンタテインメント、各話制作協力、2014年）
- クレヨンしんちゃん（制作元請：シンエイ動画、各話制作協力、2015年）
- 青春×機関銃（制作元請：ブレインズ・ベース、各話制作協力、2015年）
- ガッチャマン クラウズ インサイト（制作元請：タツノコプロ、各話制作協力、2015年）
- 戦姫絶唱シンフォギアGX（制作元請：サテライト、各話制作協力、2015年）
- 霊剣山 星屑たちの宴（制作元請：スタジオディーン、各話制作協力、2016年）
- アクティヴレイド -機動強襲室第八係-（制作元請：プロダクションアイムズ、各話制作協力、2016年）
- ばくおん!!（制作元請：トムス・エンタテインメント、各話制作協力、2016年）
- SERVAMP-サーヴァンプ-（制作元請：ブレインズ・ベース、プラチナビジョン、各話制作協力、2016年）
- ダンガンロンパ3 -The End of 希望ヶ峰学園- 絶望編（制作元請：Lerche、各話制作協力、2016年）
- 傷物語〈I 鉄血篇〉（制作元請：シャフト、動画協力、2016年）
- 傷物語〈II 熱血篇〉（制作元請：シャフト、動画協力、2016年）
- 鬼平（制作元請：スタジオM2、各話制作協力、2017年）
- 弱虫ペダル NEW GENERATION（制作元請：トムス・エンタテインメント、各話制作協力、2017年）
- バトルガール ハイスクール（制作元請：SILVER LINK、各話制作協力、2017年）
- 最遊記RELOAD BLAST（制作元請：プラチナビジョン、各話制作協力、2017年）
- 時間の支配者（制作元請：project No.9、各話制作協力、2017年）
- Fate/Apocrypha（制作元請：A-1 Pictures、各話制作協力、2017年）
- TSUKIPRO THE ANIMATION（制作元請：ピー・アール・エー、各話制作協力、2017年）
- 弱虫ペダル GLORY LINE（制作元請：トムス・エンタテインメント、各話制作協力、2018年）
- とある科学の超電磁砲T（制作元請：J.C.STAFF、各話制作協力、2020年）
- スライム倒して300年、知らないうちにレベルMAXになってました（制作元請:REVOROOT、各話制作協力、2021年）
- イジらないで、長瀞さん（制作元請: テレコム・アニメーションフィルム、各話制作協力、2021年）

## 関連人物
- 稲垣隆行
- 佐々木貴宏
- 平井義通